# Pahat pojat
Chicos malos (en finés: Pahat pojat) es una película dramática finlandesa de 2003 dirigida por Aleksi Mäkelä basada en la vida real de una familia de criminales. Fue la película más taquillera en Finlandia después de El Señor de los Anillos: el retorno del Rey en 2003. Recaudó casi 4 millones €, lo que la convierte en la película finlandesa más taquillera de la historia. 

## Música y banda sonora
1. Apocalyptica: "Somewhere Around Nothing"
2. Olavi Uusivirta: "Raivo härkä"
3. Tommi Läntinen: "Se on rock"
4. Pate Mustajärvi: "Nahkurin orret"
5. Jore Marjaranta: "Tavallista elämää"
6. Yö: "Sano että jäät"
7. Yö: "Niin paljon me teihin luotettiin"
8. Jore Marjaranta: "Haaveet kaatuu"
9. Tehosekoitin: "Hetken tie on kevyt"
10. Apulanta: "Hiekka"
11. Mikko Kuustonen: "Ainoain"
12. The Rasmus: "In The Shadows"[1]